# 离宫增六
飛馬座65，又名BD+20 5317，HD 220318、SAO 91220、HR 8891，是飛馬座的一颗恒星，视星等为6.29，位于銀經96.53，銀緯-37.45，其B1900.0坐标为赤經23h 17m 41.6s，赤緯+20° -37.45′ 50″。